# Lijst van voetbalinterlands Aruba - Dominicaanse Republiek (vrouwen)
Deze lijst van voetbalinterlands is een overzicht van alle officiële voetbalinterlands tussen de nationale vrouwenteams van Aruba en de Dominicaanse Republiek. De landen hebben tot nu toe twee keer tegen elkaar gespeeld.

## Wedstrijden
| № | Plaats        | Datum          | Competitie                                | Wedstrijd                      | Uitslag |
| - | ------------- | -------------- | ----------------------------------------- | ------------------------------ | ------- |
| 1 | San Cristóbal | 13 mei 2018    | CONCACAF W Championship 2018 kwalificatie | Dominicaanse Republiek − Aruba | 3 − 0   |
| 2 | Couva         | 2 oktober 2019 | Olympische Spelen 2020 kwalificatie       | Dominicaanse Republiek − Aruba | 2 − 0   |

## Samenvatting
| Competitie                           | Totaal gespeeld | Winst Aruba | Gelijk | Winst Dominicaanse Republiek | Doelsaldo Aruba – Dominicaanse Republiek |
| ------------------------------------ | --------------- | ----------- | ------ | ---------------------------- | ---------------------------------------- |
| Olympische Spelen kwalificatie       | 1               | 0           | 0      | 1                            | 0 − 2                                    |
| CONCACAF W Championship kwalificatie | 1               | 0           | 0      | 1                            | 0 − 3                                    |
| Totaal                               | 2               | 0           | 0      | 2                            | 0 − 5                                    |